# 大寺站
大寺站（日语：／ Ōtera eki */?）是位於島根縣出雲市東林木町，一畑電車北松江線的車站。車站編號為6。本站的裝飾由出雲市立濱山中學美術部學生製作。

## 歷史
- 1931年（昭和6年）2月1日 - 車站啟用。
- 1979年（昭和54年）11月1日 - 成為無人車站[1]。
- 2006年（平成18年）4月1日 - 一畑電氣鐵道把鐵路業務分拆成為獨立的全資子公司一畑電車，此站由一畑電車繼承。

## 車站構造
本站是地面車站，設有1面1線的單式月台。前往松江方向的列車會開啟左邊車門。此站是無人車站。出口位於月台西邊。

## 車站周邊
- 大寺樂師
- 都我利神社
- 前口東生活改善中心
- 湯屋谷生活改善中心
- 前口西親睦會館
- 國道431號（日语：国道431号）

## 使用狀況
根據「島根縣統計書」，以下為近年一日平均乘車人次列表。
| 年度   | 1日平均 乘車人次 | 1日平均 上下車人次 |
| ------ | ---------------- | ------------------ |
| 1999年 | 22               | 39                 |
| 2000年 | 23               | 45                 |
| 2001年 | 18               | 31                 |
| 2002年 | 16               | 39                 |
| 2003年 | 22               | 48                 |
| 2004年 | 10               | 22                 |
| 2005年 | 13               | 61                 |
| 2006年 | 10               | 19                 |
| 2007年 | 9                | 18                 |
| 2008年 | 7                | 19                 |
| 2009年 | 5                | 9                  |
| 2010年 | 4                | 9                  |
| 2011年 | 11               | 26                 |
| 2012年 | 9                | 23                 |
| 2013年 | 9                | 24                 |
| 2014年 | 6                | 13                 |
| 2015年 | 4                | 10                 |
| 2016年 | 8                | 16                 |
| 2017年 | 12               | 20                 |
| 2018年 | 8                | 15                 |

## 相鄰車站
一畑電車
北松江線
■特急「Super Liner」、■急行「出雲大社號」、■急行
通過
■普通
川跡（5）－大寺（6）－美談（7）

## 注腳
1. ↑  寺田裕一《日本のローカル私鉄2000》，Neko出版，2000年，270頁。ISBN 4-87366-207-9.
2. ↑  島根縣統計書

## 外部連結
- 6.大寺 | 停車站資訊 （页面存档备份，存于）（日語） - 一畑電車